# Taina Halasima
Taina Halasima (* 11. Dezember 1997 in Feletoa) ist eine ehemalige Leichtathletin aus Tonga, die sich auf den Sprint spezialisiert hat und aktuell Inhaberin des Landesrekordes über 100 Meter ist.

## Sportliche Laufbahn
Erste Erfahrungen bei internationalen Meisterschaften sammelte Taina Halasima im Jahr 2015, als sie bei den Ozeanienmeisterschaften in Cairns mit 3417 Punkten den fünften Platz im Siebenkampf belegte. Anschließend schied sie bei den Pazifikspielen in Port Moresby mit 13,01 s in der Vorrunde im 100-Meter-Lauf aus und kam im Finale über 400 Meter nicht ins Ziel. Zudem konnte sie ihren Wettkampf im Siebenkampf nicht beenden. Im Jahr darauf nahm sie dank einer Wildcard über 100 Meter an den Olympischen Sommerspielen in Rio de Janeiro teil und schied dort mit 12,80 s in der Vorausscheidungsrunde aus. 2019 schied sie bei den Ozeanienmeisterschaften in Townsville mit 12,50 s und 25,71 s jeweils im Vorlauf über 100 und 200 Meter aus und belegte mit der 4-mal-100-Meter-Staffel in 49,35 s den vierten Platz. Anschließend belegte sie bei den Pazifikspielen in Apia in 12,32 s den siebten Platz über 100 Meter und ging im Finale im 200-Meter-Lauf nicht an den Start. Daraufhin beendete sie ihre aktive sportliche Karriere im Alter von 21 Jahren.

## Persönliche Bestleistungen
- 100 Meter: 12,08 s (+1,6 m/s), 16. Juli 2019 in Apia (Landesrekord)
- 200 Meter: 25,43 s (−0,4 m/s), 18. Juli 2019 in Apia
- 400 Meter: 60,01 s, 14. Juli 2015 in Port Moresby
- Siebenkampf: 3417 Punkte, 10. Mai 2015 in Cairns